# Municipio de Big Creek (condado de Fulton)
El municipio de Big Creek (en inglés: Big Creek Township) es un municipio ubicado en el condado de Fulton en el estado estadounidense de Arkansas. En el año 2010 tenía una población de 428 habitantes y una densidad poblacional de 4,84 personas por km².

## Geografía
El municipio de Big Creek se encuentra ubicado en las coordenadas 36°20′0″N 92°6′42″O / 36.33333, -92.11167. Según la Oficina del Censo de los Estados Unidos, el municipio tiene una superficie total de 88.49 km², de la cual 86,5 km² corresponden a tierra firme y (2,25 %) 1,99 km² es agua.

## Demografía
Según el censo de 2010, había 428 personas residiendo en el municipio de Big Creek. La densidad de población era de 4,84 hab./km². De los 428 habitantes, el municipio de Big Creek estaba compuesto por el 99,07 % blancos, el 0,47 % eran amerindios y el 0,47 % eran de una mezcla de razas. Del total de la población el 0 % eran hispanos o latinos de cualquier raza.